# Armáda České republiky
L'Armáda České republiky (dal ceco, lett. Esercito della Repubblica Ceca) è la struttura di vertice della difesa che raggruppa le forze terrestri (Pozemní síly Armády České republiky) e le forze aeree (Vzdušné síly armády České republiky).
Costituisce il complesso delle forze armate del Paese (Ozbrojené síly České republiky) insieme alla Guardia di Castello, deputata a garantire la sicurezza e la difesa del Castello di Praga e all'organizzazione dei cerimoniali; all'Ufficio militare del Presidente della Repubblica, che coadiuva il Presidente come Comandante in Capo delle Forze Armate; al Corpo militare volontario della Croce Rossa ceca.
L'Esercito rappresenta la componente principale delle forze armate. È diretto dallo Stato Maggiore della Repubblica Ceca, mentre i particolari tipi di truppe sono governati dal quartier generale delle forze terrestri e dal quartier generale della aeronautica militare.

## Storia
Il precursore dell'Esercito della Repubblica Ceca è stato l'Esercito Cecoslovacco, negli anni 1954-1990 noto come Esercito Popolare Cecoslovacco (ČSLA) e di nuovo negli anni 1990-1993 come Esercito Cecoslovacco. L’Esercito Cecoslovacco si è diviso in due eserciti separati il 1º gennaio 1993: l’Esercito della Repubblica Ceca e l’Esercito della Repubblica Slovacca. Dal 1º gennaio 2005 è un esercito completamente professionale. Secondo la legislazione attuale può essere richiesta la coscrizione solo in stato di emergenza dello stato o in  stato di guerra.
Denominazioni ufficiali dell'esercito dal 1918:
- 1918–1950 – Forze armate cecoslovacche
- 1950–1954 – Esercito Cecoslovacco
- 1954–1990 – Esercito Cecoslovacco popolare
- 1990–1992 – Forze armate Cecoslovacche
- dal 1993 – Forze armate ceche

Attualmente, l'esercito segue anche la tradizione dei legionari cecoslovacchi.

## Gradi e qualifiche
- Per ulteriori informazioni, vedere l'articolo Gradi degli eserciti della NATO.

Lo stato dei soldati è disciplinato dalla legge delle Forze Armate della Repubblica Ceca e le leggi relative. Dal 1º gennaio 2011, i soldati sono divisi in categorie di gradi per i gradi come segue:
| Armádní generál (Generale d'armata) | Generálporučík (Tenente generale) | Generálmajor (Maggior generale) | Brigádní generál (Generale di brigata) |

| Plukovník (Colonnello) | Podplukovník (Tenente colonnello) | Major (Maggiore) | Kapitán (Capitano) | Nadporučík (Tenente) | Poručík (Sottotenente) |

| Štábní praporčík (Primo maresciallo luogotenente) | Nadpraporčík (Maresciallo maggiore) | Praporčík (Maresciallo) | Nadrotmistr (Sergente maggiore) | Rotmistr (Sergente) |

| Rotný (Caporale maggiore capo) | Četař (Caporale maggiore) | Desátník (Caporale) | \| Svobodník \| Vojín (Soldato) \| |
| Svobodník                      | Vojín (Soldato)           |                     |                                    |